# Klay Thompson
Pour les articles homonymes, voir Thompson.
Klay Thompson, né le 8 février 1990 à Los Angeles en Californie, est un joueur américain de basket-ball évoluant en NBA au poste d'arrière voire d'ailier au sein du club des Mavericks de Dallas. Avec les Warriors de Golden State, il remporte le championnat en 2015, 2017, 2018 et 2022.
Avec Stephen Curry, son ancien coéquipier aux Warriors, il formait un duo surnommé « Splash Brothers », en référence à leur grande adresse aux tirs, notamment à trois points.

## Carrière universitaire

### 2008-2009
Klay Alexander Thompson joue sa première saison avec les Cougars de Washington State en 2008. Il joue 33 matchs à 12,5 points de moyenne (troisième marqueur de son équipe). Thompson montre déjà une prédisposition pour le tir à trois points en étant le joueur des Cougars qui en tente le plus, avec 68 tirs primés sur 165 tentatives soit 41,2 % de réussite. Il termine 5e de la conférence Pacific 10 au nombre de trois points marqués et, plus étonnamment, 10e au nombre de contres effectués.

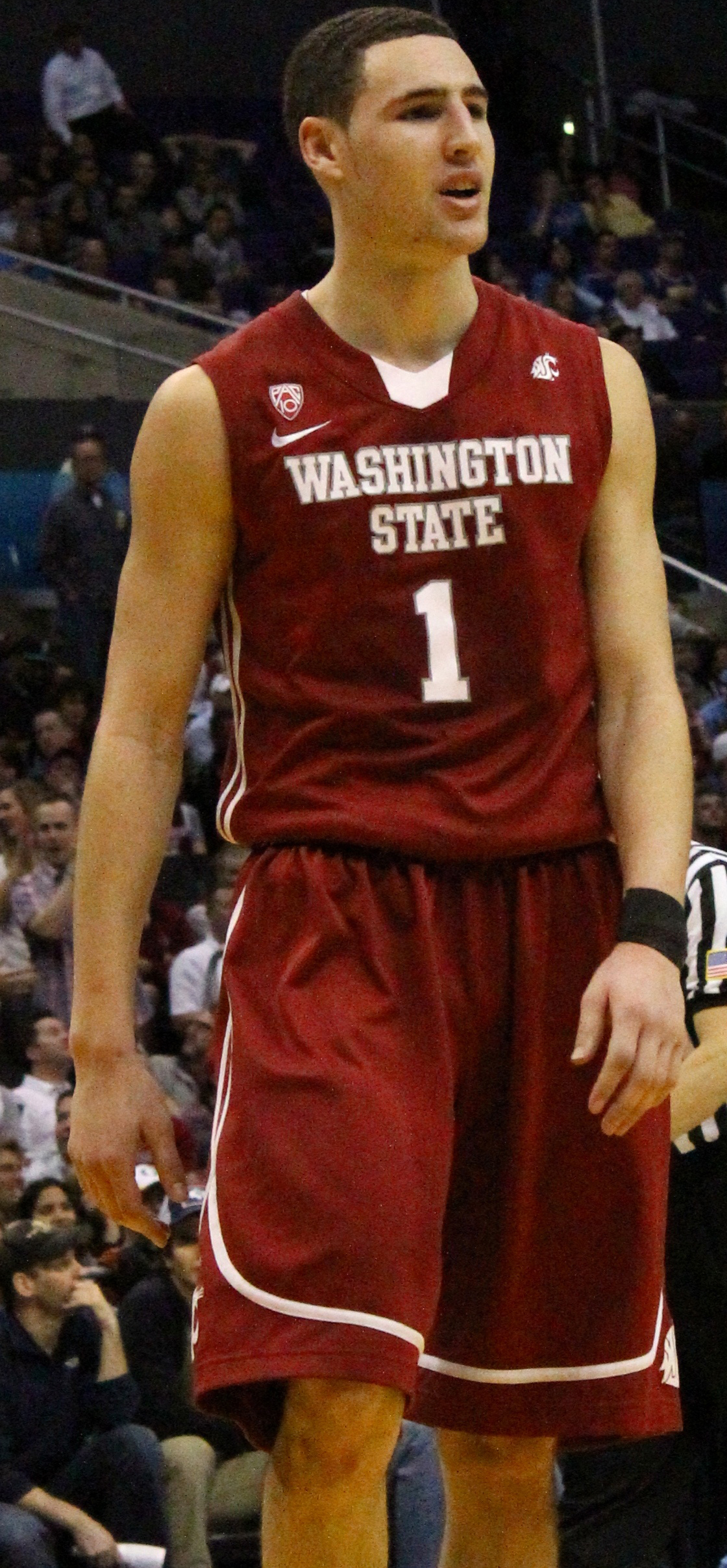
Klay Thompson en 2011.

### 2009-2010
L'année suivante, lors de la saison 2009-2010, Washington State pointe à la dernière place de sa conférence mais Klay Thompson monte en puissance. Il est le joueur le plus utilisé de son équipe (35,4 minutes par match), le meilleur marqueur (19,6 points), le meilleur intercepteur (1,4), le deuxième meilleur passeur (2,3) et il tire 209 fois à trois points avec 36,4 % de réussite. Il est également le joueur de son équipe qui perd le plus de ballons (3,4). Il est le deuxième joueur de la conférence Pacific 10 à prendre le plus de tirs, le huitième meilleur intercepteur et le deuxième au nombre de points par match.

### 2010-2011
Pour sa dernière saison en université, Klay Thompson peaufine ses statistiques et réalise sa saison la plus complète. Si son équipe remonte lentement la pente sans toutefois passer la barre des 50 % de victoires, Thompson, lui, dépasse les 20 points de moyenne par rencontre (21,6, meilleur marqueur de sa conférence) et ajoute 3,7 passes décisives, 1,6 interception et 39,8 % de réussite à trois points. Il est toujours le joueur de son équipe le plus utilisé (34,7 minutes), le meilleur marqueur, le meilleur intercepteur mais aussi, à présent, le meilleur passeur. Il devient le deuxième meilleur rebondeur des Cougars et le deuxième meilleur contreur. Et il est toujours celui qui perd le plus de ballons. Véritable machine à tirer, Thompson est le joueur de sa conférence qui prend le plus de tirs (avec 125 tirs de plus que le deuxième au classement) et a un pourcentage de réussite de 43,6 %. Il obtient également des places d'honneur en rebonds défensifs (10e), en passes décisives (6e), en interceptions (4e) et en contres (8e).
Alors qu'il s'inscrit à la draft 2011, Klay Thompson est présenté comme un joueur polyvalent capable de tirer de toutes les positions mais physiquement limité, ce qui le handicape sous les panneaux.
Considéré comme un choix de fin de premier tour, voire de début de deuxième tour, Klay Thompson est pourtant sélectionné en onzième position lors de la draft par les Warriors de Golden State.

## Carrière NBA

### Warriors de Golden State (2011-2024)
Lorsque Klay Thompson rejoint les Warriors en 2011, l'équipe est au début d'un processus de reconstruction après n'avoir participé aux playoffs qu'à une seule reprise en 16 ans. L'équipe est alors bien pourvue en joueurs extérieurs (Stephen Curry, Monta Ellis, voire Nate Robinson et dans une moindre mesure Brandon Rush et Dorell Wright comme petits ailiers), mais faible à l'intérieur malgré la présence de David Lee recruté l'année précédente. Les Warriors sortent d'une saison 2010-2011 classés 7e (sur 30) en nombre de points marqués mais seulement 28e en points encaissés.

#### 2011-2012
Lors de sa première saison, sous les ordres du nouvel entraîneur Mark Jackson, Thompson est titulaire à 29 reprises sur 66 matchs disputés. Il n'apparaît sur le parquet que 24,4 minutes par match (il n'est alors que le 7e joueur en temps de jeu), et marque 12,5 points par match, prend 2,4 rebonds, fait 2 passes décisives, 0,7 interception et perd 1,6 ballon. Il réussit cependant 111 trois points sur 268 (41,4 %), ce qui le classe 15e de la saison en nombre de tirs à trois points réussis et 18e au pourcentage de réussite.
Le 24 mars 2012, il passe pour la première fois la barre des 30 points en NBA en marquant 31 points face aux Kings de Sacramento.
À la fin de la saison, il termine 6e au classement du meilleur rookie de l'année avec 30 points contre 592 pour le vainqueur, Kyrie Irving.
Il est sélectionné dans la NBA All-Rookie Team 2011-2012.

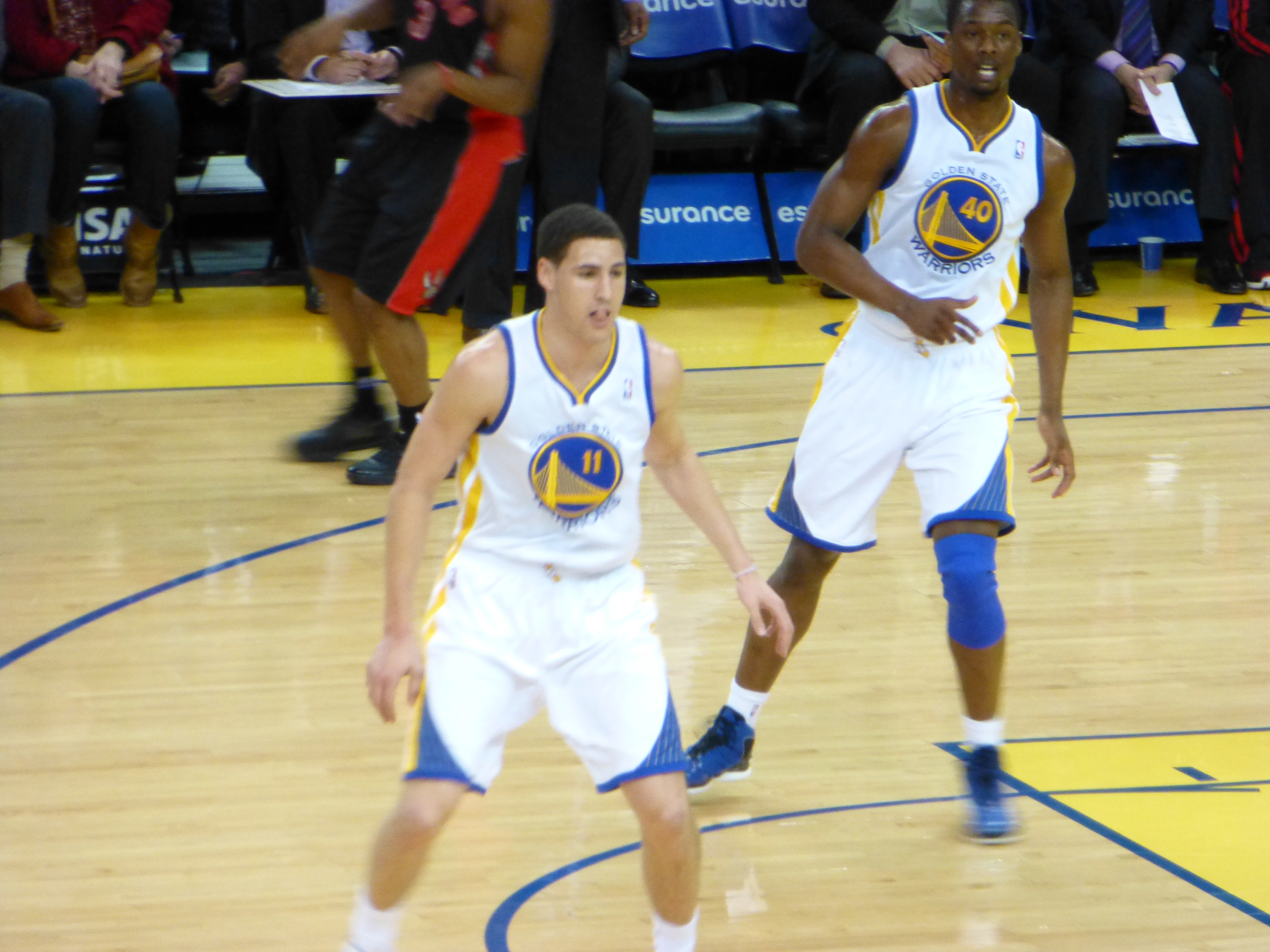
Thompson et Harrison Barnes en mars 2013

#### 2012-2013
Avec le départ de Monta Ellis en mars 2012, les Warriors se construisent désormais autour de Stephen Curry et de Klay Thompson à l'arrière et de David Lee et Andrew Bogut (bien que blessé) à l'intérieur. Harrison Barnes, fraîchement drafté, Jarret Jack, Carl Landry ou encore Draymond Green auront également un rôle dans la saison réussie de la franchise californienne. En l'absence d'Ellis et ses 36,9 minutes de présence sur le parquet par match, Thompson devient titulaire puisqu'il débute les 82 matchs de la saison régulière. Il passe également de 10,9 à 14,7 tirs par match et forme avec Curry un duo de tireurs à trois points très efficace avec 1026 trois points tentés à eux deux au cours de la saison. Thompson termine la saison à 16,6 points, 3,7 rebonds, 2,2 passes décisives, 1 interception et 40,1 % de réussite à trois points (211 sur 526).
Le 29 janvier 2013 et le 9 avril 2013, il marque 32 et 30 points face aux Cavaliers de Cleveland et aux Timberwolves du Minnesota. Il finit 30 matchs à plus de 50 % de réussite à trois points.
Avec un total de 47-35, les Warriors, 2e de leur division et 6e de la conférence ouest, se qualifient pour les playoffs.
Menés par Curry, Jack et un Barnes qui hausse son niveau de jeu, les Warriors éliminent les Nuggets de Denver au premier tour. Thompson ne quitte quasiment jamais le parquet avec 41,3 minutes de présence en moyenne par match. Il marque 14,7 points, prend 3,7 rebonds, délivre 1,8 passe décisive. Moins en réussite à trois points qu'à l'accoutumée, il n'a que 34,3 % de réussite derrière l'arc.
Lors de la défaite en demi-finale de conférence ouest face aux Spurs de San Antonio, Thompson joue de nouveau énormément avec 41,5 minutes par match et se montre sous un jour encore meilleur qu'au tour précédent. Durant les six matchs, il a comme statistiques : 15,7 points, 5,5 rebonds, 1,8 passe décisive, 1,5 interception et surtout 54,2 % de réussite à trois points à 13 sur 24.

#### 2013-2014
Malgré une saison en dents de scie, avec de grosses performances en début de saison (30 points marqués face à Minnesota, Memphis, Portland et 38 points face aux Lakers) et d'autres bien en dessous de ses aptitudes habituelles avec - en décembre 2013 et janvier 2014 - 15 matchs à moins de 40 % de réussite au tir (dont un 3 sur 20 en 42 minutes face à Utah le 31 janvier), Klay Thompson termine la saison deuxième marqueur de son équipe avec 18,4 points par match, sa meilleure moyenne en NBA. Il est le joueur le plus utilisé des Warriors et le onzième joueur le plus utilisé en NBA. Avec 223 paniers à trois points réussis, il se classe deuxième derrière son coéquipier Stephen Curry (261).
Il reste cependant capable de très belles performances et d'autres beaucoup plus modestes, en passant à quinze reprises au-dessus de la barre des 50 % de réussite au tir et descendant sept fois en dessous des 40 % lors de ses 28 derniers matchs joués en saison régulière. En l'espace d'une semaine, fin février, il passe même de 66,7 % face à Detroit à 26,7 % contre Toronto. Deux jours après ce 4 sur 15 contre les Raptors, Thompson marque 25 points contre les Pacers de l'Indiana (10 sur 21) dont le panier de la victoire à 0,6 seconde du buzzer.

#### 2014-2015: All-Star et Champion NBA
Durant l'été 2014, Klay Thompson est l'objet de rumeurs l'incluant dans une transaction afin d'attirer Kevin Love. Finalement conservé par les Warriors, notamment sur demande de leur nouvel entraîneur, Steve Kerr, Thompson signe une prolongation de quatre ans pour 70 millions de dollars le 31 octobre 2014.
Le lendemain de la signature, Thompson marque 41 points face aux Lakers de Los Angeles et bat son record de points par match. Il y ajoute 5 rebonds et 2 passes décisives.
En janvier 2015, Thompson marque 52 points face aux Kings de Sacramento. Avec 37 points marqués en un quart-temps, il bat le record de 33 points codétenu par George Gervin et Carmelo Anthony, et avec 9 tirs à trois points marqués sur 9 tentés dans ce quart-temps, il bat le record codétenu par Michael Redd et Joe Johnson.
Il aide les Warriors de Golden State à remporter le titre NBA en 2015.

#### 2015-2016: deuxième sélection au All-Star Game
Thompson commence la saison avec une moyenne de 17,2 points par match sur les 21 premiers matches, mais n'a pas marqué 30 points sur cette période. Cette série prend fin le 8 décembre où il marque son plus grand total de points de la saison avec 39 unités à 13 sur 21 au tir dans la victoire des siens 131 à 123 contre les Pacers de l'Indiana, aidant les Warriors à étendre leur période d'invincibilité avec un bilan de 23 victoires sans aucune défaite depuis le début de la saison. Ce record prend fin après 24 victoires quand les Warriors perdent chez les Bucks de Milwaukee 108 à 95 le 12 décembre. Lors du match suivant, le 16 décembre, Thompson marque 27 de ses 43 points (son nouveau record de la saison) lors du troisième quart-temps de la victoire 128 à 103 contre les Suns de Phoenix. Le 8 janvier, il réalise son troisième match consécutif à 30 points ou plus, terminant la rencontre avec 36 points dans la victoire des Warriors 128 à 108 contre les Trail Blazers de Portland. Le 27 janvier, il bat son record de la saison en marquant 45 points à 14 sur 20 au tir dans la victoire 127 à 107 contre les Mavericks de Dallas. Ce soir-là, il est nommé parmi les remplaçants de l'équipe de l'Ouest pour le NBA All-Star Game 2016, enregistrant sa deuxième sélection consécutive. En février 2017, il change d'agent, se séparant de l'agent Bill Duffy pour engager Greg Lawrence de l'agence Wasserman. Le 13 février, il participe au concours à trois points du All-Star Week-end et remporte le concours en battant son coéquipier Stephen Curry et Devin Booker en finale. Le 25 mars, il marque 40 points contre les Mavericks de Dallas. Deux jours plus tard, il réalise un nouveau match avec au moins 40 points contre les 76ers de Philadelphie, marquant 40 points consécutivement pour la première fois de sa carrière. Le 7 avril, Thompson marque 14 points contre les Spurs de San Antonio, aidant les Warriors à devenir la deuxième équipe de l'histoire de la NBA à remporter 70 rencontres sur une saison.

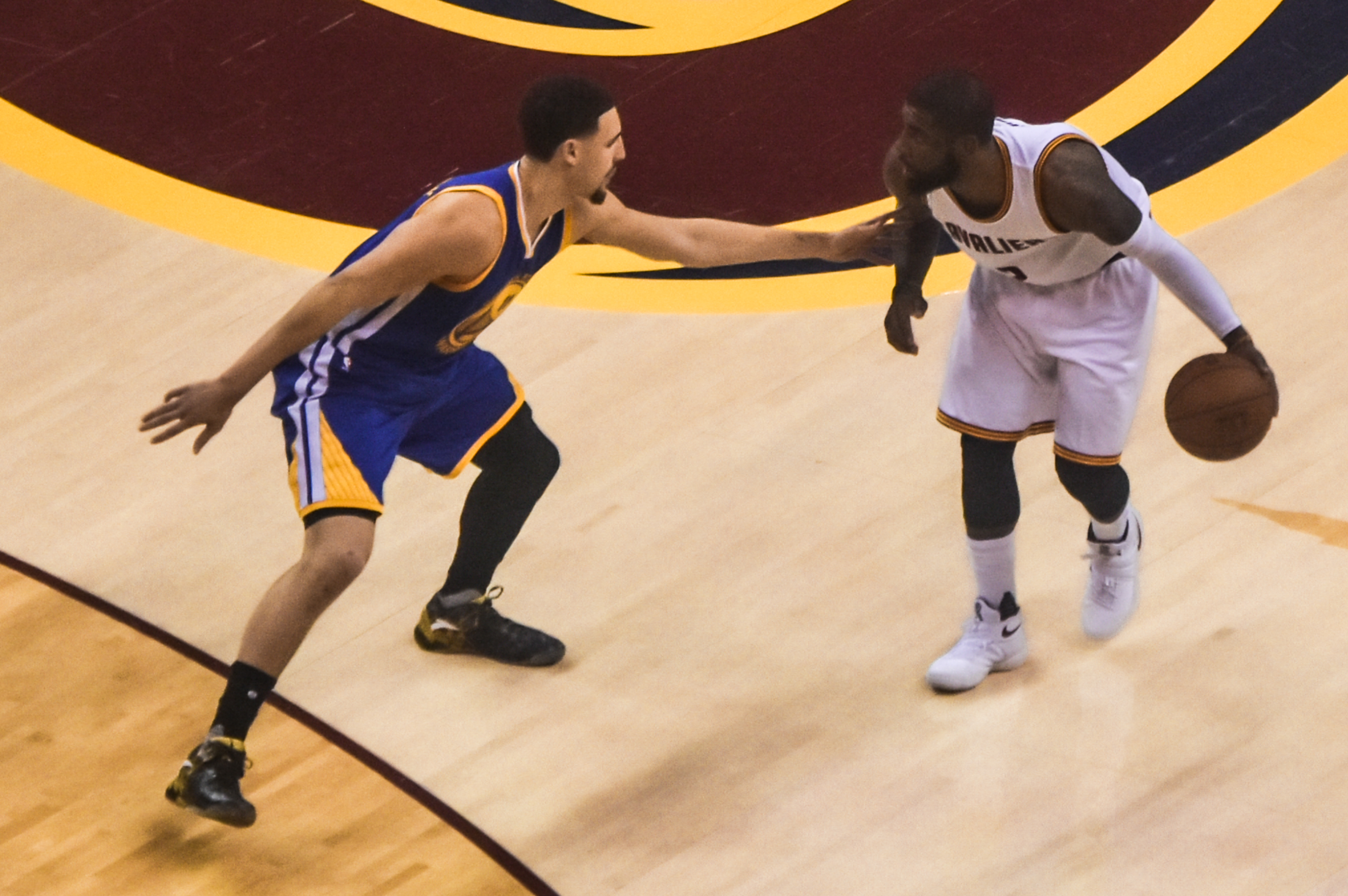
Thompson en défense sur Kyrie Irving en juin 2016

En terminant premiers de la Conférence Ouest, les Warriors rencontrent la huitième équipe de la Conférence au premier tour des playoffs, les Rockets de Houston. Lors du match 5 de la série, Thompson devient le premier joueur dans l'histoire de la NBA à marquer au moins sept paniers à trois points dans deux matches consécutifs en playoffs, aidant les Warriors à accéder au tour suivant après leur victoire 4 matchs à 1 sans le MVP Stephen Curry, blessé. Les Warriors battent ensuite les Trail Blazers de Portland 4 victoires à 1 au second tour, accédant à la finale de la conférence Ouest où ils rencontrent le Thunder d'Oklahoma City. Après avoir perdu trois matches sur quatre dont la défaite au match 4, Thompson relance les Warriors aux matches 5 et 6 pour revenir à égalité dans la série, 3 victoires partout. Au match 6, Thompson réalise un record en playoffs avec 11 paniers à trois points marqués, terminant la rencontre avec 41 points et permettant aux Warriors de disputer un match 7 décisif. Après leur victoire 108 à 101 au match 7, les Warriors deviennent la dixième équipe à revenir d'un déficit de 3 matches à 1 pour finir par remporter la série. Les Warriors vont ensuite perdre en finale contre les Cavaliers de Cleveland lors des Finales NBA 2016 en sept matches, alors qu'ils menaient 3 victoires à 1.

#### 2016-2017: second titre de champion
Le 13 novembre 2016, Thompson établit un meilleur total personnel de la saison avec 30 points lors de la victoire 133 à 120 contre les Suns de Phoenix, aidant les Warriors à commencer la saison avec un bilan de 8 victoires pour 2 défaites. Il tire à 11 sur 18 avec cinq paniers à trois points et marque 14 de ses points dans le quatrième quart-temps. Le 5 décembre 2016, il marque 60 points (en tirant à 21 sur 33 et 8 sur 14 aux tirs à trois points) en 29 minutes et en seulement trois quart-temps dans la victoire 142 à 106 contre les Pacers de l'Indiana, devenant le premier joueur de l'histoire de la NBA à marquer 60 points en moins de 30 minutes de jeu. Thompson réalise le record de la saison, son record en carrière et le plus grand total de points par un joueur de Golden State depuis plus de 42 ans. Ses 40 points en première mi-temps égalent le second plus grand nombre de points sur une mi-temps depuis la dernière décennie. En plus de cela, il rejoint les Hall of Famers Wilt Chamberlain, Rick Barry et Joe Fulks parmi les joueurs des Warriors à avoir marqué au moins 60 points - Barry a été le dernier à réaliser cette performance, marquant 64 points le 26 mars 1974. Le 26 janvier, il est de nouveau nommé parmi les remplaçants de la conférence Ouest pour participer au NBA All-Star Game 2017. Il participe au concours à trois points pour lequel il est tenant du titre mais il est éliminé au premier tour où il ne marque que 18 points. Le 4 avril 2017, il marque 41 points (son dixième match avec au moins 40 points) dans la victoire 121 à 107 contre les Timberwolves du Minnesota. Les Warriors terminent la saison à la première place de la Conférence Ouest avec un bilan de 67 victoires pour 15 défaites.
Durant les playoffs NBA 2017, Thompson est en difficulté avec ses tirs mais il la compense par sa défense sur les joueurs vedette adverses comme Damian Lillard au premier tour, Patty Mills en finale de conférence et Kyrie Irving en finale. Lors de la victoire 129 à 115 au match 4 des finales de la conférence Ouest contre les Spurs de San Antonio, les Warriors accèdent à leur troisième finale NBA consécutive et deviennent la première équipe de l'histoire de la NBA à y accéder avec un bilan de 12 victoires sans aucune défaite. Thompson aide les Warriors à remporter leur second titre de champion en trois ans en battant les Cavaliers de Cleveland 4 matches à 1. Il est chargé de défendre sur Kyrie Irving, considéré comme le meilleur dribbleur depuis Allen Iverson. Les Warriors terminent les playoffs avec un bilan de 16 victoires et une défaite, le meilleur pourcentage de victoire dans l'histoire de la NBA.

#### Depuis 2018
Il établit un nouveau record de paniers à trois points inscrits avec 14 tirs réussis contre les Bulls de Chicago le 29 octobre 2018 en seulement 27 minutes, battant d'une unité le record établi deux ans plus tôt par son coéquipier Stephen Curry. Il égale également les 10 réussites en une seule mi-temps établi par Chandler Parsons.
Les Warriors atteignent les finales NBA 2019 où ils affrontent les Raptors de Toronto. Dans la série, les Warriors sont souvent privés de Kevin Durant, blessé, puis perdent aussi Thompson qui se blesse lors du 6e match de la série. Il se déchire le ligament croisé antérieur du genou gauche lors de ce match et les Raptors remportent le titre. Après son opération, l'absence de Thompson est estimée entre 5 et 7 mois,. Malgré tout, le 1er juillet 2019, il prolonge et signe un contrat de 190 millions de dollars sur 5 ans avec les Warriors de Golden State.
En novembre 2020, alors qu'il s'entraîne en vue de la saison 2020-2021, Thompson se rompt le tendon d'Achille du pied droit. Il ne joue aucun match lors de la saison 2020-2021,.
De retour en fin de saison 2021-2022, Klay Thompson montre dès les premiers matchs qu'il n'a que peu perdu son niveau, malgré quelques contre-performances. Lors des playoffs, les Warriors battent les Nuggets de Denver au premier tour (4-1), puis enchaînent avec les Grizzlies de Memphis (4-2) ainsi que les Mavericks de Dallas (4-2) pour arriver en finales NBA face aux Celtics de Boston. Les Warriors remportent le titre en battant les Celtics en six manches (4-2).

### Mavericks de Dallas (depuis 2024)
Agent libre à l'été 2024, il rejoint les Mavericks de Dallas pour un contrat de 50 millions de dollars sur trois ans.

## Statistiques

### En NCAA
Statistiques en saison régulière de la carrière universitaire de Klay Thompson :
| Saison    | Équipe           | Matchs | Titul. | Min./m | % Tir | % 3pts | % LF | Rbds/m. | Pass/m. | Int/m. | Ctr/m. | Pts/m. |
| --------- | ---------------- | ------ | ------ | ------ | ----- | ------ | ---- | ------- | ------- | ------ | ------ | ------ |
| 2008–2009 | Washington State | 33     | 33     | 33,1   | 42,1  | 41,2   | 90,3 | 4,18    | 1,88    | 0,91   | 0,61   | 12,48  |
| 2009–2010 | Washington State | 31     | 30     | 35,4   | 41,2  | 36,4   | 80,1 | 5,13    | 2,26    | 1,42   | 0,71   | 19,65  |
| 2010–2011 | Washington State | 34     | 33     | 34,7   | 43,6  | 39,8   | 83,8 | 5,24    | 3,74    | 1,65   | 0,94   | 21,56  |
| Carrière  | Carrière         | 98     | 96     | 34,4   | 42,4  | 39,0   | 82,7 | 4,85    | 2,64    | 1,33   | 0,76   | 17,90  |

### Saison régulière NBA
Légende :
| Champion NBA | Leader de la ligue |

gras = ses meilleures performances
Statistiques en saison régulière de Klay Thompson
| Saison        | Équipe        | Matchs         | Titul.         | Min./m         | % Tir          | % 3pts         | % LF           | Rbds/m.        | Pass/m.        | Int/m.         | Ctr/m.         | Pts/m.         |
| ------------- | ------------- | -------------- | -------------- | -------------- | -------------- | -------------- | -------------- | -------------- | -------------- | -------------- | -------------- | -------------- |
| 2011–2012*    | Golden State  | 66             | 29             | 24,4           | 44,3           | 41,4           | 86,8           | 2,44           | 2,02           | 0,74           | 0,30           | 12,52          |
| 2012–2013     | Golden State  | 82             | 82             | 35,8           | 42,2           | 40,1           | 84,1           | 3,73           | 2,24           | 1,05           | 0,55           | 16,57          |
| 2013–2014     | Golden State  | 81             | 81             | 35,4           | 44,4           | 41,7           | 79,5           | 3,07           | 2,23           | 0,91           | 0,46           | 18,37          |
| 2014–2015     | Golden State  | 77             | 77             | 31,9           | 46,3           | 43,9           | 87,9           | 3,21           | 2,88           | 1,13           | 0,78           | 21,66          |
| 2015–2016     | Golden State  | 80             | 80             | 33,3           | 47,0           | 42,5           | 87,3           | 3,83           | 2,08           | 0,75           | 0,61           | 22,14          |
| 2016–2017     | Golden State  | 78             | 78             | 34,0           | 46,8           | 41,4           | 85,3           | 3,71           | 2,05           | 0,83           | 0,50           | 22,33          |
| 2017–2018     | Golden State  | 73             | 73             | 34,3           | 48,8           | 44,0           | 83,7           | 3,80           | 2,50           | 0,83           | 0,50           | 20,00          |
| 2018–2019     | Golden State  | 78             | 78             | 34,0           | 46,7           | 40,2           | 81,6           | 3,80           | 2,40           | 1,10           | 0,60           | 21,50          |
| 2019–2020     | Golden State  | DNP (blessure) | DNP (blessure) | DNP (blessure) | DNP (blessure) | DNP (blessure) | DNP (blessure) | DNP (blessure) | DNP (blessure) | DNP (blessure) | DNP (blessure) | DNP (blessure) |
| 2020–2021     | Golden State  | DNP (blessure) | DNP (blessure) | DNP (blessure) | DNP (blessure) | DNP (blessure) | DNP (blessure) | DNP (blessure) | DNP (blessure) | DNP (blessure) | DNP (blessure) | DNP (blessure) |
| 2021–2022     | Golden State  | 32             | 32             | 29,4           | 42,9           | 38,5           | 90,2           | 3,90           | 2,80           | 0,50           | 0,50           | 20,40          |
| 2022–2023     | Golden State  | 69             | 69             | 33,0           | 43,6           | 41,2           | 87,9           | 4,10           | 2,40           | 0,70           | 0,40           | 21,90          |
| 2023–2024     | Golden State  | 77             | 63             | 29,7           | 43,2           | 38,7           | 92,7           | 3,30           | 2,30           | 0,60           | 0,50           | 17,90          |
| 2024–2025     | Dallas        | 72             | 72             | 27,3           | 41,2           | 39,1           | 90,5           | 3,40           | 2,00           | 0,70           | 0,40           | 14,00          |
| Carrière      | Carrière      | 865            | 814            | 32,1           | 45,1           | 41,1           | 86,0           | 3,50           | 2,30           | 0,80           | 0,50           | 19,10          |
| All-Star Game | All-Star Game | 5              | 1              | 20,4           | 37,9           | 37,9           | 100,0          | 5,00           | 3,40           | 0,40           | 0,00           | 12,60          |

Note: * Cette saison a été réduite de 82 à 66 match en raison du lock-out

Dernière mise à jour effectuée le 14 mai 2025.

### Playoffs
| Saison   | Équipe       | Matchs | Titul. | Min./m | % Tir | % 3pts | % LF | Rbds/m. | Pass/m. | Int/m. | Ctr/m. | Pts/m. |
| -------- | ------------ | ------ | ------ | ------ | ----- | ------ | ---- | ------- | ------- | ------ | ------ | ------ |
| 2013     | Golden State | 12     | 12     | 41,3   | 43,7  | 42,4   | 83,3 | 4,58    | 1,83    | 1,00   | 0,58   | 15,17  |
| 2014     | Golden State | 7      | 7      | 36,7   | 40,8  | 36,4   | 79,2 | 3,43    | 3,57    | 1,00   | 0,71   | 16,43  |
| 2015     | Golden State | 21     | 21     | 36,2   | 44,6  | 39,0   | 80,0 | 3,86    | 2,57    | 0,76   | 0,90   | 18,62  |
| 2016     | Golden State | 24     | 24     | 35,4   | 44,5  | 42,2   | 85,4 | 3,67    | 2,25    | 1,08   | 0,38   | 24,25  |
| 2017     | Golden State | 17     | 17     | 35,0   | 39,7  | 38,7   | 78,8 | 3,88    | 2,06    | 0,82   | 0,29   | 15,00  |
| 2018     | Golden State | 21     | 21     | 37,8   | 46,5  | 42,7   | 87,1 | 4,10    | 2,10    | 0,80   | 0,30   | 19,60  |
| 2019     | Golden State | 21     | 21     | 39,0   | 45,6  | 44,3   | 90,2 | 4,10    | 2,10    | 1,30   | 0,70   | 20,70  |
| 2022     | Golden State | 22     | 22     | 36,0   | 42,9  | 38,5   | 86,7 | 3,90    | 2,30    | 1,10   | 0,70   | 19,00  |
| 2023     | Golden State | 13     | 13     | 36,0   | 38,8  | 36,8   | 87,5 | 4,20    | 2,20    | 0,50   | 0,30   | 18,50  |
| Carrière | Carrière     | 158    | 158    | 36,9   | 43,6  | 40,5   | 84,5 | 4,00    | 2,20    | 0,90   | 0,50   | 19,20  |

Dernière mise à jour effectuée le 1er juillet 2024.

## Records en NBA

### Records sur une rencontre
Les records personnels de Klay Thompson en NBA sont les suivants, :
| Record de franchise | Record NBA |

| Type de statistique        | Saison régulière | Saison régulière            | Saison régulière | Playoffs | Playoffs                  | Playoffs      |
| Type de statistique        | Record           | Adversaire                  | Date             | Record   | Adversaire                | Date          |
| -------------------------- | ---------------- | --------------------------- | ---------------- | -------- | ------------------------- | ------------- |
| Points                     | 60               | Pacers de l'Indiana         | 5 décembre 2016  | 41       | @ Thunder d'Oklahoma City | 28 mai 2016   |
| Paniers marqués            | 21               | 2 fois                      | 2 fois           | 14       | 4 fois                    | 4 fois        |
| Paniers tentés             | 39               | Hawks d'Atlanta             | 2 janvier 2023   | 31       | @ Thunder d'Oklahoma City | 28 mai 2016   |
| Paniers à 3 points réussis | 14               | @ Bulls de Chicago          | 29 octobre 2018  | 11       | @ Thunder d'Oklahoma City | 28 mai 2016   |
| Paniers à 3 points tentés  | 24               | @ Bulls de Chicago          | 29 octobre 2018  | 18       | @ Thunder d'Oklahoma City | 28 mai 2016   |
| Lancers francs réussis     | 13               | @ Trail Blazers de Portland | 29 janvier 2017  | 15       | Rockets de Houston        | 18 avril 2016 |
| Lancers francs tentés      | 15               | @ Trail Blazers de Portland | 29 janvier 2017  | 16       | Rockets de Houston        | 18 avril 2016 |
| Rebonds offensifs          | 3                | 13 fois                     | 13 fois          | 4        | @ Rockets de Houston      | 4 mai 2019    |
| Rebonds défensifs          | 11               | 2 fois                      | 2 fois           | 12       | @ Spurs de San Antonio    | 8 mai 2013    |
| Rebonds totaux             | 11               | 2 fois                      | 2 fois           | 14       | @ Spurs de San Antonio    | 8 mai 2013    |
| Passes décisives           | 8                | 4 fois                      | 4 fois           | 7        | @ Clippers de Los Angeles | 3 mai 2014    |
| Interceptions              | 5                | 3 fois                      | 3 fois           | 4        | 2 fois                    | 2 fois        |
| Contres                    | 5                | @ Rockets de Houston        | 17 janvier 2015  | 3        | 4 fois                    | 4 fois        |
| Balles perdues             | 7                | 2 fois                      | 2 fois           | 6        | Trail Blazers de Portland | 19 avril 2017 |
| Minutes jouées             | 55               | Nuggets de Denver           | 10 novembre 2012 | 51       | Spurs de San Antonio      | 12 mai 2013   |

- Double-double : 7 (dont 1 en playoffs)
- Triple-double : 0

Dernière mise à jour : 17 mars 2023

### Records en carrière
- Plus grand nombre de points inscrits dans un quart-temps : 37, le 23 janvier 2015 contre les Kings de Sacramento[23].
- Plus grand nombre de paniers à 3 points inscrits dans un quart-temps : 9, le 23 janvier 2015 contre les Kings de Sacramento[23].
- Plus grand nombre de paniers à 3 points inscrits dans un match de playoffs : 11, le 28 mai 2016 contre le Thunder d'Oklahoma City[46].
- Plus rapide match à 60 points : 29 minutes, le 5 décembre 2016 contre les Pacers de l'Indiana.
- Plus grand nombre de 3 points inscrits au terme d’un match : 14, le lundi 29 octobre 2018 contre les Bulls de Chicago.

## Palmarès
- Champion NBA en 2015, 2017, 2018 et 2022 avec les Warriors de Golden State
- Finales NBA contre les Cavaliers de Cleveland en 2016 et en 2019 contre les Raptors de Toronto
- Champion de la Conférence Ouest en 2015, 2016, 2017, 2018, 2019 et 2022 avec les Warriors de Golden State

## Récompenses Individuelles

### En NCAA
- 2 fois All-Pac-10 First-Team (2010, 2011).

### En NBA
- All-NBA Third Team en 2015 et 2016.
- NBA All-Rookie First Team en 2012.
- 5 fois NBA All-Star : en 2015, 2016, 2017, 2018 et 2019.
- 3 fois Joueur de la semaine de la Conférence Ouest.
- Vainqueur du Three-Point Shootout lors du NBA All-Star Week-end en 2016

### En équipe nationale
- Médaillé d'or à la coupe du monde 2009 des U19 en Nouvelle-Zélande.
- Médaillé d'or à la coupe du monde 2014 en Espagne.
- Médaille d'or aux Jeux olympiques de 2016.

## Salaires
| Année       | Équipe   | Salaire       |
| ----------- | -------- | ------------- |
| 2011-2012   | Warriors | 2 126 520 $   |
| 2012-2013   | Warriors | 2 286 000 $   |
| 2013-2014   | Warriors | 2 317 920 $   |
| 2014-2015*  | Warriors | 3 075 880 $   |
| 2015-2016   | Warriors | 15 500 000 $  |
| 2016-2017   | Warriors | 16 663 575 $  |
| 2017-2018   | Warriors | 17 826 150 $  |
| 2018-2019   | Warriors | 18 988 725 $  |
| 2019-2020   | Warriors | 32 742 000 $  |
| 2020-2021   | Warriors | 35 361 360 $  |
| 2021-2022   | Warriors | 37 980 720 $  |
| 2022-2023   | Warriors | 40 600 080 $  |
| 2023-2024   | Warriors | 43 219 440 $  |
| Total Gains |          | 268 688 370 $ |

Note : * Pour la saison 2014-2015, le salaire moyen d'un joueur évoluant en NBA est de 4 500 000 $.

## Business
En 2015, il se lie à l'équipementier chinois Anta. En janvier 2016, la marque lance une édition de la chaussure KT1 dans le cadre du nouvel an chinois. En avril 2016, Anta sort une édition de la KT1 pour fêter les 73 victoires des Warriors. En juin 2016, lors du match 4 des finales NBA 2016, il porte l'édition "Back-to-Back" de la KT1 mais son équipe s'incline et ne remporte pas le titre au match 7. En novembre 2016, Anta lance la KT2. En février 2017, à l'occasion du NBA All-Star Game 2017, Thompson porte le KT2 sur le thème des Bahamas. Le 29 mai 2017, avant les finales NBA 2017, Anta lance la KT2 aux coloris blanc et noir. En juin 2017, il prolonge son contrat de dix ans pour 80 millions de dollars. La KT3 est attendue pour l'automne 2017.

## Vie privée
Son père Mychal Thompson est le premier choix de la draft 1978. Il est champion NBA en 1987 et 1988 avec les Lakers de Los Angeles de Magic Johnson et Kareem Abdul-Jabbar.
Son frère Mychel Thompson a également joué en NBA pour les Cavaliers de Cleveland, alors que son frère Trayce Thompson est un joueur de la Ligue majeure de baseball.
Il a été en couple avec l'actrice américaine Laura Harrier entre 2018 et 2020. En juillet 2025, Klay officialise sa relation avec la rappeuse américaine Megan Thee Stallion.

## Filmographie
- 2021 : Space Jam : Nouvelle Ère de Malcolm D. Lee : lui-même / Wet-Fire

## Pour approfondir